# Las Horizontales
Las Horizontales eran un grupo de trabajadoras sexuales en La Habana, Cuba a fines del siglo XIX que produjo un periódico, La Cebolla (1888). Catedrática de género y experta en Cuba, Amalia Cabezas identificó que esta era la primera organización de este tipo documentada en las Américas.

## Historia
Las Horizontales surgió en respuesta a una nueva legislación que obligaba a las trabajadoras sexuales que se sometieran a exámenes ginecológicos. En su periódico, hacen referencia al hecho de que no son elegibles para votar y aun así están obligados a pagar impuestos. Se quejan de las extorsiones policiales, prácticas policiacas que las envían a las afueras de la ciudad y la falta de reconocimiento de sus derechos como mujeres y trabajadoras que pagan impuestos por parte del gobierno.

## La Cebolla
Las mujeres que escribieron los artículos de La Cebolla usaron seudónimos, como La Madrileña y La Isleña, por lo que algunos académicos han expresado dudas sobre la identidad de los autores reales de los artículos de La Cebolla . Basándose en su investigación de archivo, Beatriz Calvo Pena argumenta que fue Victorino Reineri Jimeno, un periodista anarquista, quien escribió todos los artículos de La Cebolla .

En los cuatro artículos de La Cebolla que publicaron Las Horizontales, hacen referencia a temas de colonialismo, esclavitud, brutalidad policial y homosexualidad.
“Ha llegado el momento de que no toleremos con nuestro silencio esas multas injusticias que se nos imponen, unas veces porque no queremos ceder a los caprichos lujuriosos de un polizonte y otras porque no le aflojamos el dinero que nos pide. Ya los tiempos ominosos de aguanta y calla pasaron para no volver. (citado y traducido en Rodríguez, 2023, p. 79)
Un artículo incluye un poema que describe una relación lésbica donde la autora amenaza la garganta del alcalde si se mete con su novia.
La gachi que yo camelo

 si el arcalde la multara
Le cortaba el tragadero
Aunque a Ceuta me mandaran (n. 2, p. 4) (citado en Calvo Peña
2005, 26)